# Fuad Aslanov
Fuad Aslanov   (Sumqayit, 28 de juny de 1976) és un boxejador àzeri, ja retirat, guanyador d'una medalla olímpica. Era germà bessó del lluitador Elnur Aslanov.
El 2004 va prendre part en els Jocs Olímpics d'Estiu d'Atenes, on va guanyar la medalla de bronze en la categoria del pes mosca del programa de boxa. Aquell mateix any va ser guardonat amb la medalla Taraggi per decret del president de l'Azerbaidjan, Ilham Alíev, pels seus serveis a l'esport àzeri.